# شیپیکووو
شیپیکووو (به صربی: Šipikovo) یک منطقهٔ مسکونی در صربستان است که در زایچار واقع شده‌است. شیپیکووو ۵۱۱ نفر جمعیت دارد.